# Liste der Biografien/Walf
Liste der Biografien |
Portal Biografien |
Personensuche
# |
A |
B |
C |
D |
E |
F |
G |
H |
I |
J |
K |
L |
M |
N |
O |
P |
Q |
R |
S |
T |
U |
V |
W |
X |
Y |
Z |
?
 
Wa |
Wc |
Wd |
We |
Wh |
Wi |
Wj |
Wl |
Wn |
Wo |
Wr |
Ws |
Wt |
Wu |
Ww |
Wy |
Wz
 
Waa |
Wab |
Wac |
Wad |
Wae |
Waf |
Wag |
Wah |
Wai |
Waj |
Wak |
Wal |
Wam |
Wan |
Wao |
Wap |
Waq |
War |
Was |
Wat |
Wau |
Wav |
Waw |
Wax |
Way |
Waz
 
Wala |
Walb |
Walc |
Wald |
Wale |
Walf |
Walg |
Walh |
Wali |
Walj |
Walk |
Wall |
Walm |
Waln |
Walo |
Walp |
Walq |
Walr |
Wals |
Walt |
Walu |
Walw |
Waly |
Walz
Die Liste der Biografien führt alle Personen auf, die in der deutschsprachigen Wikipedia einen Artikel haben. Dieses ist eine Teilliste mit 8 Einträgen von Personen, deren Namen mit den Buchstaben „Walf“ beginnt.

## Walf
- Walf, Knut (* 1936), deutscher Theologe und Kirchenrechtler

### Walfi
- Walfisz, Arnold (1892–1962), polnischer Mathematiker

### Walfo
- Walford, Barnard (1768–1828), australischer Sträfling
- Walford, Roy (1924–2004), US-amerikanischer Wissenschaftler

### Walfr
- Walfridsson, Lars-Erik (* 1955), schwedischer Autosportler, Rallye- und Rallycross-Fahrer
- Walfridsson, Per-Inge (* 1950), schwedischer Automobilrennfahrer
- Walfridsson, Stig-Olov (* 1962), schwedischer Autosportler und Rallye- sowie Rallycross-Fahrer
- Walfried, Ridi (1891–1979), österreichische Schauspielerin, Bühnen- und Drehbuchautorin